# Jesionowa Góra (Pojezierze Wschodniosuwalskie)
Jesionowa Góra – wzniesienie o wysokości 252 m n.p.m. na Pojezierzu Suwalskim, położone w woj. podlaskim, w powiecie suwalskim. Wzniesienie znajduje się na Pojezierzu Wschodniosuwalskim.
Południowa część wzniesienia z łagodniejszymi zboczami należy do gminy Jeleniewo, a północna z wierzchołkami i ostrymi zboczami do gminy Szypliszki.
Na zboczu wzniesienia znajduje się 7 wyciągów narciarskich, z czego 2 orczykowe o długości 300 m. Pod Jesionową Górą znajduje się kompleks Wojewódzkiego Ośrodka Sportu i Rekreacji „Szelment”.
Na północny wschód od Jesionowej Góry rozciąga się rynna jeziora Szelment Wielki.
Na południe od Jesionowej Góry leży wieś Leszczewo. Ok. 1,7 km na północny zachód znajduje się Góra Safarnia (235,1 m n.p.m.), a bardziej na północ Góra Rejmana (244,5 m n.p.m.).